# Ricardo Bernal (político)
Ricardo Bernal (Fray Bentos, 28 de agosto de 1947) es un exinspector principal de la policía uruguaya y exviceministro del Interior de Uruguay.

## Biografía
Bernal ingresó en 1965 al Instituto Policial en el grado de Caballero Cadete y egresó del mismo como Sub-ayudante. Desde entonces trabajó en varias seccionales policiales. Su primer grado jerárquico lo obtuvo en 1975, ascendiendo como Jefe de la Ayudantía de la Dirección de Seguridad, cargo que ocupó hasta 1986 cuando fue destinado como Jefe del Estado Mayor de la Jefatura de Policía de Montevideo; también se ha desempeñado como Jefe de Secretaría de Coordinación Ejecutiva. 
Se graduó del FBI y desde entonces ha realizado cursos en Alemania y Chile. También se especializó en la docencia y ejerció como tal en la Escuela Nacional de Policía. También fue Presidente del Círculo Policial. 
En 1989 tomó el cargo de director de la oficina central de INTERPOL en Uruguay, siendo también, a su vez, Director de Policía Técnica y Subdirector del Establecimiento Penal de Libertad. En 1995 fue designado Subjefe de Policía de Montevideo, hasta el año 2000 cuando fue designado Jefe de Policía de Colonia; ese mismo año pasó a retiro voluntario en el grado de Inspector Principal. En marzo del 2005 volvió a la profesión en el cargo de Jefe de Policía de Montevideo. 
El 8 de marzo del 2007 asumió como Viceministro del Interior, siendo designado anteriormente por el Poder Ejecutivo junto con la ministra Daisy Tourné. Bernal es el primer efectivo policial en asumir un cargo de tal jerarquía. 
Tras la renuncia de Tourné, el 5 de junio del 2009, Bernal fue ratificado en el cargo por Tabaré Vázquez, secundando al nuevo ministro Jorge Bruni y culminando su mandato en marzo de 2010.
- Datos: Q2148627
- Multimedia: Ricardo Bernal / Q2148627